# ロシア鉄道EDS1R形電車
EDS1R形（ロシア語: ЭДС1Р）は、デミホヴォ機械製造工場が製造しロシア鉄道が所有する交流電車。旅客輸送に使われない事業用車で、デミホヴォ機械製造工場における形式番号は"62-370"である。

## 概要・運用

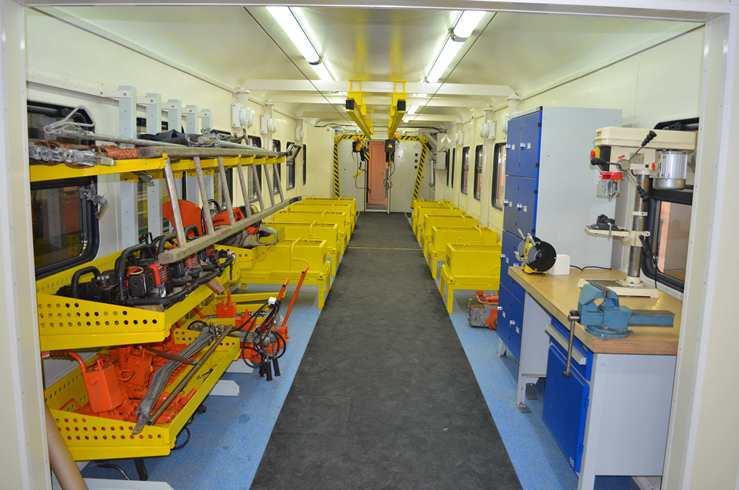
電動車の車内

それまでは旅客用電車の改造によって賄われていたロシア鉄道向けの事業用電車で初の完全新製車両となった形式。2013年に開催された鉄道見本市"Expo-1520"で最初の編成が公開された。
車体や機器はデミホヴォ機械製造工場が製造する旅客用電車であるED9M形電車と統一されており、2基のパンタグラフや電気機器を有した電動制御車と動力を持たない制御車による2両編成を組む。各車両の内装は以下の通りである。
- 電動制御車（Мг） - 資材の積載や作業に用いられる車両。車内の各部に大小さまざまな備品を収納できる棚や容器があり、天井に2台設置された天井クレーン（積載量250 kgf）で前方の扉から積み下ろしを行う事が出来る。また車内の連結面側には金属加工を行う事が出来る作業台が設置されている。デミホヴォ機械製造工場における形式番号は"62-372"で、日本国有鉄道における電車の形式称号で言う「クモヤ」に該当する[3][2][4]。

- 制御車（Пг） - 作業員を乗せる事が出来る車両。62人分の座席（ボックスシート）の他、環境対策を施したトイレ、コンロや電子レンジ、ポットなどの調理機器、流し台、食器乾燥機、冷蔵庫など長期間の作業に適した機器が備わっている。また運転台側には作業長用の個室が設置されている。デミホヴォ機械製造工場における形式番号は"62-371"で、「クヤ」に該当する[3][2][4]。

2019年の時点で2本が製造され、ロシア鉄道が所有する交流電化区間における保線や職員輸送などに使用されている。なお最初に製造された0001編成は2019年現在0003編成に番号が変更されている。

## 参考資料
- “Знакомьтесь: ЭДС1Р — электропоезд специального назначения” (ロシア語). Локомотив:  47-49. (2015-1). ISSN 0869-8147.